# مردی روی سیم
مردی روی سیم (به انگلیسی: Man on Wire) نام یک فیلم مستند ساخته جیمز مارش محصول سال ۲۰۰۸ بریتانیا است.
مارش در این فیلم مستند، ماجرای راه رفتن فیلیپ پتی بر روی یک سیم بین برج‌های تجارت جهانی نیویورک در دهه هفتاد میلادی را به تصویر کشیده است. این مستند افزون بر جایزه اسکار، جایزه اسپیریت، جایزه بهترین مستند جشنواره ساندنس و جایزه بفتا به عنوان بهترین مستند سال را برای مارش به ارمغان آورد.